# Jean-Luc Godard
Jean-Luc Godard (ur. 3 grudnia 1930 w Paryżu, zm. 13 września 2022 w Rolle, w Szwajcarii) – francuski reżyser, scenarzysta, operator, montażysta, producent i krytyk filmowy. Jest często utożsamiany z grupą filmowców określanych jako przedstawicieli francuskiej Nowej Fali (fr. Nouvelle Vague).

## Życiorys
Wychowywał się w Szwajcarii. Jego ojciec prowadził klinikę. 
Studiował etnologię na Uniwersytecie Paryskim. W 1950 roku dołączył do klubu filmowego w Dzielnicy Łacińskiej Paryża, poznając François Truffauta i Claude’a Chabrola. Dołączył później do redakcji konserwatywnego pisma „Arts” oraz do filmowego periodyku „Cahiers du cinéma” założonego przez André Bazina. Eksperymentował z filmami krótkometrażowymi, uprzywilejowując wykorzystanie naturalnego oświetlenia, długich ujęć, improwizowanych dialogów, łamanie ustalonych zasad montażu i ciągłości narracji.
Pierwszy międzynarodowy sukces odniósł filmem Do utraty tchu (À bout de souffle, 1960) z Jeanem-Paulem Belmondo i Jean Seberg w rolach głównych. Niebawem jednak wzbudził skandal Żołnierzykiem (Le Petit soldat, 1960), zatrzymanym na trzy lata przez gaullistowską cenzurę filmem o Francuzie uwikłanym w działalność faszyzującej bojówki Organizacji Tajnej Armii podczas wojny o niepodległość Algierii. Reżyser manipulował obrazem wojny, przedstawiając na ekranie wyłącznie tortury dokonywane na bohaterze przez Front Wyzwolenia Narodowego, co nie uchroniło filmu przed zakazem dystrybucji.
Kolejny po Do utraty tchu sukces festiwalowy odniósł filmem Kobieta jest kobietą (Une femme est une femme, 1961), „neorealistycznym musicalem” z Belmondo i Anną Kariną w rolach głównych. Choć postać grana przez Karinę była odczytywana jako seksistowska fantazja reżysera, interpretowano jej rolę także jako świadectwo statusu kobiety w latach 60. we Francji. Kontrowersje towarzyszyły też odczytywaniu egzystencjalnego filmu Żyć własnym życiem (Vivre sa vie, 1962) z aluzjami do Carla Theodora Dreyera, komercyjnej Pogardy (Contempt, 1963) – luźnej wariacji na temat powieści Alberta Moravii z gościnnym udziałem Fritza Langa w roli reżysera walczącego o własną interpretację Odysei Homera – a także lżejszych dzieł takich, jak Amatorski gang (Bande à part, 1964), Kobieta zamężna (Une femme mariée, 1964) oraz fantastycznonaukowe Alphaville (1965).
Z czasem filmy Godarda robiły się coraz bardziej hermetyczne. Szalony Piotruś (Pierrot le fou, 1965) z udziałem Kariny i Belmonda zawierał w sobie odwołania do wojny w Wietnamie, a Męski, żeński (Masculin féminin, 1966) z Jean-Pierre’em Léaudem – ironiczny komentarz do niedojrzałej młodzieży francuskiej, „dzieci Marksa i Coca-Coli”. Chinka (La Chinoise, 1967) wykpiwała naiwność młodego pokolenia wyznawców maoizmu, bezskutecznie próbujących wywołać rewolucję. Sam jednak niebawem dołączył do rewolucjonistów. Jego Weekend (1967) stanowił pochwałę rewolucji kulturalnej na wzór chiński, a w obliczu rewolucji Maja 1968 Godard w ramach Dziga Vertov Groupe kręcił propagandowe filmy skierowane wprost przeciwko kapitalizmowi, społeczeństwu konsumpcyjnemu i przemysłowi kinematograficznemu. 
Rozstawszy się z kolektywem w 1972 roku, Godard zwrócił się ku eksperymentom ze sztuką wideo, esejem filmowym i filmem awangardowym. Zrealizował m.in. Numer dwa (Numéro deux, 1975), Ratuj kto może (życie) (Sauve qui peut (la vie), 1980), Pasję (Passion, 1982), Imię: Carmen (Le prénom: Carmen, 1983), Zdrowaś Maryjo (Je vous salue Marie, 1985), Detektywa (Detective, 1985), Króla Leara (King Lear, 1987). Szczególnie wpływowy był jego esej telewizyjny Historia(e) kina (Histoire(s) du cinéma, 1988–1998), medytacja nad historią kina przed i po Auschwitz. Do jego ostatnich dokonań należą filmy Nasza muzyka (Notre musique, 2004), Film Socjalizm (Film socialisme, 2010), Pożegnanie z językiem (Goodbye to Language, 2014) i Imaginacje (Le livre d’image, 2018). 
Zmarł 13 września 2022 w Rolle, w Szwajcarii w wyniku wspomaganego samobójstwa.

## Charakterystyka dorobku
Wiele z filmów Godarda stało się wyzwaniem dla tradycyjnej konwencji kina Hollywood, a także francuskej „tradycji jakości”. Jako reżyser jest często uważany za jednego z najbardziej ekstremalnych lub radykalnych przedstawicieli Nowej Fali. Jego filmy są odzwierciedleniem jego politycznych ideologii, jak również jego znajomości historii filmu.
Filmy Godarda okazały się inspiracją dla wielu różnych reżyserów, jak Quentin Tarantino, Martin Scorsese, Bernardo Bertolucci, Arthur Penn, Richard Linklater, Gregg Araki, John Woo, Mike Figgis, Robert Altman, Steven Soderbergh, Richard Lester, Jim Jarmusch, Rainer Werner Fassbinder, Brian De Palma, Wim Wenders, Oliver Stone i Ken Loach.
W 2002 roku w plebiscycie magazynu filmowego „Sight & Sound” krytycy umieścili Godarda na trzecim miejscu w rankingu dziesięciu reżyserów wszech czasów. W sierpniu 2010 Amerykańska Akademia Sztuki i Wiedzy Filmowej ogłosiła go laureatem Oscara za całokształt twórczości. Godard nie odebrał jednak tej nagrody osobiście.

## Poglądy
Godard, chociaż inspirował się egzystencjalną filozofią Jean-Paula Sartre’a i Alberta Camusa, gardził tym ostatnim i początkowo wyznawał poglądy prawicowo-anarchistyczne. Utrzymywał bliską znajomość z faszyzującym rumuńskim intelektualistą Jeanem Parvuleską, był również orędownikiem konserwatywnego kina amerykańskiego (wysoko cenił sobie Howarda Hawksa). Często był uznawany za mizogina; obsadzał kobiety najczęściej w rolach prostytutek i z nonszalancją wypowiadał się negatywnie o kobietach zaangażowanych w przemysł kinematograficzny. Krytykował na przykład montażystkę Jeana Renoira, Marguerite Renoir za to, że „tnie często scenę akurat w momencie, kiedy stawała się ona interesująca”. Dopiero w późnych latach 60. XX wieku zmienił swoją orientację polityczną na marksizm-leninizm i w 1968 roku dołączył do skrajnie lewicowego kolektywu filmowego Dziga Vertov Groupe, próbując przekonać społeczeństwa Zachodu o konieczności sformowania bojówek rewolucyjnych i przeprowadzenia czystek na wzór rewolucji kulturalnej w Chińskiej Republice Ludowej. Z grupą rozstał się w 1972 roku, ograniczając się do tworzenia niskobudżetowych esejów wideo we współpracy z Anne-Marie Miéville. Odtrącił też dawnego przyjaciela François Truffauta, krytykując go w napastliwym liście za „kłamstwo” zawarte w autobiograficznej Nocy amerykańskiej (1973) oraz pisząc: „Można się zastanawiać, dlaczego reżyser jest jedyną osobą, która nie gzi się w Nocy amerykańskiej”. Truffaut odpowiedział w równie agresywnym liście: „Moim zdaniem zachowujesz się jak gnojek”, po czym obaj reżyserzy zerwali ze sobą kontakt. 
Od lat 80. ustawicznie wyrażał pogardę wobec amerykańskiego kina hollywoodzkiego, szczególnie wobec filmów Stevena Spielberga. Deklarował się jako antysyjonista i wspierał stronę palestyńską w wieloletnim konflikcie izraelsko-palestyńskim. W 2006 roku porównał palestyńskich zamachowców-samobójców do Żydów, którzy zginęli podczas Zagłady: „Żydzi pozwolili się poprowadzić jak baranki na rzeź w komorach gazowych, poświęcając się, aby Izrael mógł powstać”. Nie znosił filmów Michaela Moore'a (którego nazywał „hollywoodzkim reportażystą”) i swego naśladowcy Quentina Tarantino (którego filmy porównywał do amerykańskich sal tortur w Iraku). Z upływem czasu odrzucał nawet własne kino sprzed 1967 roku, uznając je za „naiwne”. W 2011 roku twierdził: „Kiedyś wierzyliśmy, że jesteśmy autorami, ale tak nie było. Tak naprawdę nie mieliśmy o sobie pojęcia. Film się skończył. To smutne, że nikt tak naprawdę tego nie odkrywa. Ale cóż począć? A poza tym, z telefonami komórkowymi i wszystkim innym, każdy jest teraz autorem”.

### Krytyka
Louis Marcorelles wskazywał na słabość warsztatową wczesnych filmów Godarda: „Godard jest niekonsekwentny, udręczony, niepewny – nie tylko własnych reakcji, własnej wrażliwości, ale także środków, których należy użyć do wyrażenia siebie”. Ingmar Bergman twierdził, że filmy Godarda „sprawiają wrażenie wydumanych, pseudointelektualnych i całkiem martwych”. Werner Herzog nazywał twórczość Godarda „intelektualną fałszywką”. Bertrand Tavernier wypowiadał się o Godardzie następująco: „Godard nie był lewicowcem, był jednym z najgorszych współczesnych tyranów”. Julian Kutyła z „Krytyki Politycznej” podsumowywał twórczość Godarda następująco:
Jedyny jego film wysokobudżetowy [Pogarda] poniósł komercyjną porażkę, jego filmy polityczne budziły momentami konsternację. Po Maju ’68 i eksperymentach z tworzeniem filmów na zasadach zupełnie innych niż te przyjęte w branży na długo całkowicie zrezygnował z kina, poświęcając się eksploracji czegoś, co dziś można by nazwać video-artem. Wiele z jego dzieł trudno określić inaczej niż jako spektakularną pomyłkę.
Szczególnym przedmiotem krytyki było zaangażowanie Godarda w Dziga Vertov Groupe. Przyjęte przez Godarda i jego współpracowników strategie retoryczne filmów politycznych DVG, zdaniem Steve’a Cannona, „działają przeciwko jakiemukolwiek rzeczywistemu zaangażowaniu idealnego widza w dyskusję na temat estetycznych lub politycznych kwestii, które twórcy filmu chcieliby poruszyć”, a jednocześnie dystansują widzów „pouczającym, pseudo-politycznym monologiem, który zamyka potencjalne obszary dyskusji i debaty” na rzecz apologii Mao. Filmy DVG poza Europą Zachodnią cieszyły się mianem „nieoglądalnych”, zwłaszcza w Polsce po transformacji ustrojowej.
Jacques Rancière wytknął Godardowi „neospirytualizm” jego późnych filmów, krytykując zwłaszcza przyjęty w Historii kina, odgórny podział dziejów kinematografii na przedwojenny „obraz-ruch” i powojenny „obraz-czas” (oparty na teorii kina Gilles’a Deleuze’a).
Według Godarda zaletą kina nie jest kamera, która decyduje, ale ekran, zasłona rozciągnięta tak, że świat odciska się na niej. Dlatego właśnie kino musiało sfilmować Auschwitz. A jeśli tego nie zrobiło, to dlatego, że kino już zdradziło swoją istotę. Zdradziło już rzeczywistość obrazu. Zaprzedało duszę diabłu, hollywoodzkiemu przemysłowi fikcji. [...] Grzechem pierworodnym kina, według Godarda, jest udawanie dorosłego, poświęcanie się, pod przemysłowym przymusem, grom fikcji, podczas gdy tak naprawdę powstało po to, by pokazywać, dawać świadectwo obecności. Nie ma sensu ratować Godarda przed tym spirytualizmem ikony, do którego w pełni się przyznaje […]. Pozorny ikonoklasta lat sześćdziesiątych powoli zmienił się w jednego z najbardziej rygorystycznych sług ikony.
Magazyn „The Observer”, porównując filmy Godarda do twórczości dawnego przyjaciela tegoż François Truffauta, pisał:
O ile ciepłe, humanistyczne filmy Truffauta opowiadają o śmierci ludzi, o tyle zimne, mizantropiczne filmy Godarda opowiadają o śmierci instytucji, społeczeństw, cywilizacji. I jest coś podobnie chłodnego oraz rozpaczliwego w umyślnym sposobie, w jaki celowo odciął się od kolegów i publiczności za sprawą niejasności i obelżywości swoich filmów oraz bezduszności swojego zachowania. 

## Wybrana filmografia
Reżyser
- Charlotte et Véronique, ou Tous les garçons s'appellent Patrick(inne języki) (1959)
- Charlotte et son jules(inne języki) (1960)
- Do utraty tchu (1960, À bout de souffle)
- Kobieta jest kobietą (1961, Femme est une femme, Une)
- Żyć własnym życiem (1962, Vivre sa vie: Film en douze tableaux)
- Żołnierzyk(inne języki) (1963, Petit soldat, Le)
- Karabinierzy(inne języki) (1963, Carabiniers, Les)
- Pogarda (1963, Mépris, Le)
- Amatorski gang (1964, Bande á part)
- Szalony Piotruś (1965, Pierrot le fou)
- Alphaville (1965, Alphaville, une étrange aventure de Lemmy Caution)
- Made in U.S.A.(inne języki) (1966)
- Męski - żeński(inne języki) (1966, Masculin, féminin: 15 faits précis)
- 2 lub 3 rzeczy, które o niej wiem...(inne języki) (1967, 2 ou 3 choses que je sais d’elle)
- Weekend(inne języki) (1967, Week End)
- Chinka(inne języki) (1967, Chinoise, La)
- Wszystko w porządku(inne języki) (1972,Tout va bien)
- Comment ça va?(inne języki) (1978)
- Ratuj kto może (życie)(inne języki) (1980, Sauve qui peut (la vie))
- Lettre à Freddy Buache(inne języki) (1981)
- Pasja (1982, Passion)
- Imię: Carmen (1983, Prénom Carmen)
- Zdrowaś, Mario (1985, Je vous salue, Marie)
- Uważaj z prawej (1987, Soigne ta droite)
- Król Lear (1987, King Lear)
- Nowa fala (1990, Nouvelle vague)
- Historia/e kina (1998, Histoire(s) du cinéma)
- Pochwała miłości (2001, Éloge de l’amour)
- Nasza muzyka (2004, Notre musique)

## Nagrody i wyróżnienia
W 1965 za film Alphaville otrzymał nagrodę Złotego Niedźwiedzia na 15. MFF w Berlinie. W 1983 za film Imię: Carmen otrzymał nagrodę Złotego Lwa na 40. MFF w Wenecji. W 1987 otrzymał nagrodę Cezar Honorowy. W 2011 otrzymał Honorowego Oscara.
Sześciokrotnie nominowany do nagrody Złotej Palmy na MFF w Cannes.

## Życie prywatne
Potomek dawnych kalwińskich rodzin. Kuzyn byłego peruwiańskiego prezydenta Pedro Pablo Kuczynskiego.
Godard był dwa razy żonaty: z Anną Kariną i Anne Wiazemsky.